# Democratas Unidos
Os Democratas Unidos (Ενωμένοι Δημοκρατές) é um partido político liberal em Chipre.
O partido foi fundado em 1996.
O líder do partido é George Vasiliou.
Nas eleições parlamentares de 2006 o partido recebeu 6,567 votos (1.6%). Mas o partido não ganhou nenhum assento no parlamento. Também não tem qualquer representante no Parlamento Europeu.

## Ligação externa
- www.edi.org.cy